# イヴァン・ミチューリン
イヴァン・ヴラジーミロヴィッチ・ミチューリン（ロシア語: Иван Владимирович Мичурин, ラテン文字転写: Ivan Vladimirovich Michurin, 1855年10月27日（ユリウス暦10月15日） - 1935年6月7日）は、果樹の品種改良を科学的に行なったロシアの生物学者。

## 経歴・業績
ロシア帝国コズロフ(現ミチュリンスク)の園芸家の家に生まれた。鉄道に勤務しながら独学で園芸を学んだのち品種改良の研究に従った。1897年にカナダを異常寒波が襲った際、ミチューリンの育成したサクランボの品種だけが冷害を免れ、カナダやアメリカ合衆国の学会で高く評価されたが、ロシアでは異端視された。1922年の十月革命後新政府に認められ、国家に援助を受けて全国の果樹品種改良を指導した。コズロフ国営果樹育成所所長を務め、1931年レーニン勲章を受章。1935年ソビエト連邦科学アカデミー会員。
チャールズ・ダーウィン『家畜と栽培植物の変異』（1868年）などを手引として、ロシアの気候風土に適した300種以上の品種を作り出した
。その理論は、「環境による生物の変化は遺伝する」というトロフィム・ルイセンコの学説の基礎となるものである。コズロフに住んで、新しい品種をつぎつぎにつくったので、「コズロフの魔術師」といわれた。

## 脚注

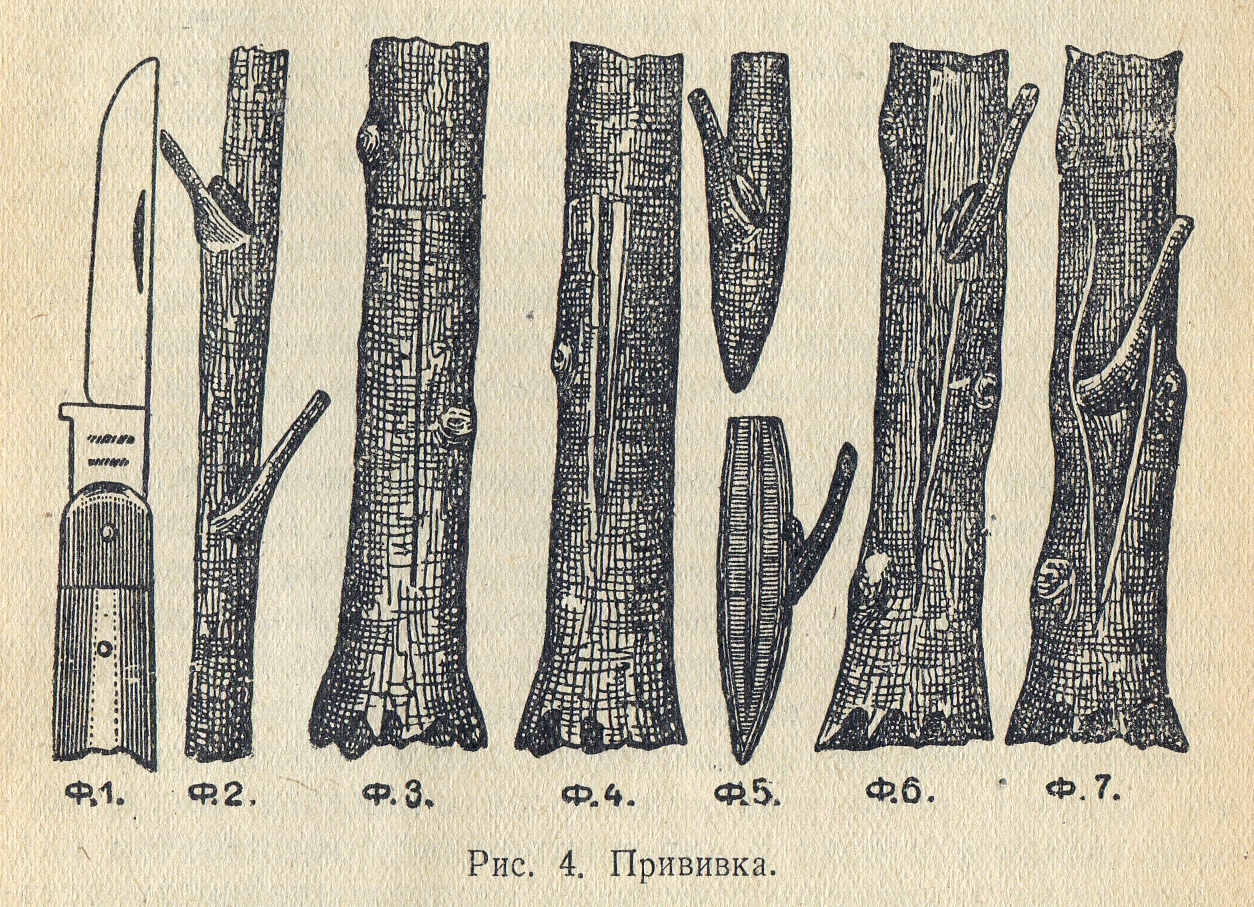
ミチューリンの描いた接ぎ木の解説図、1903年頃
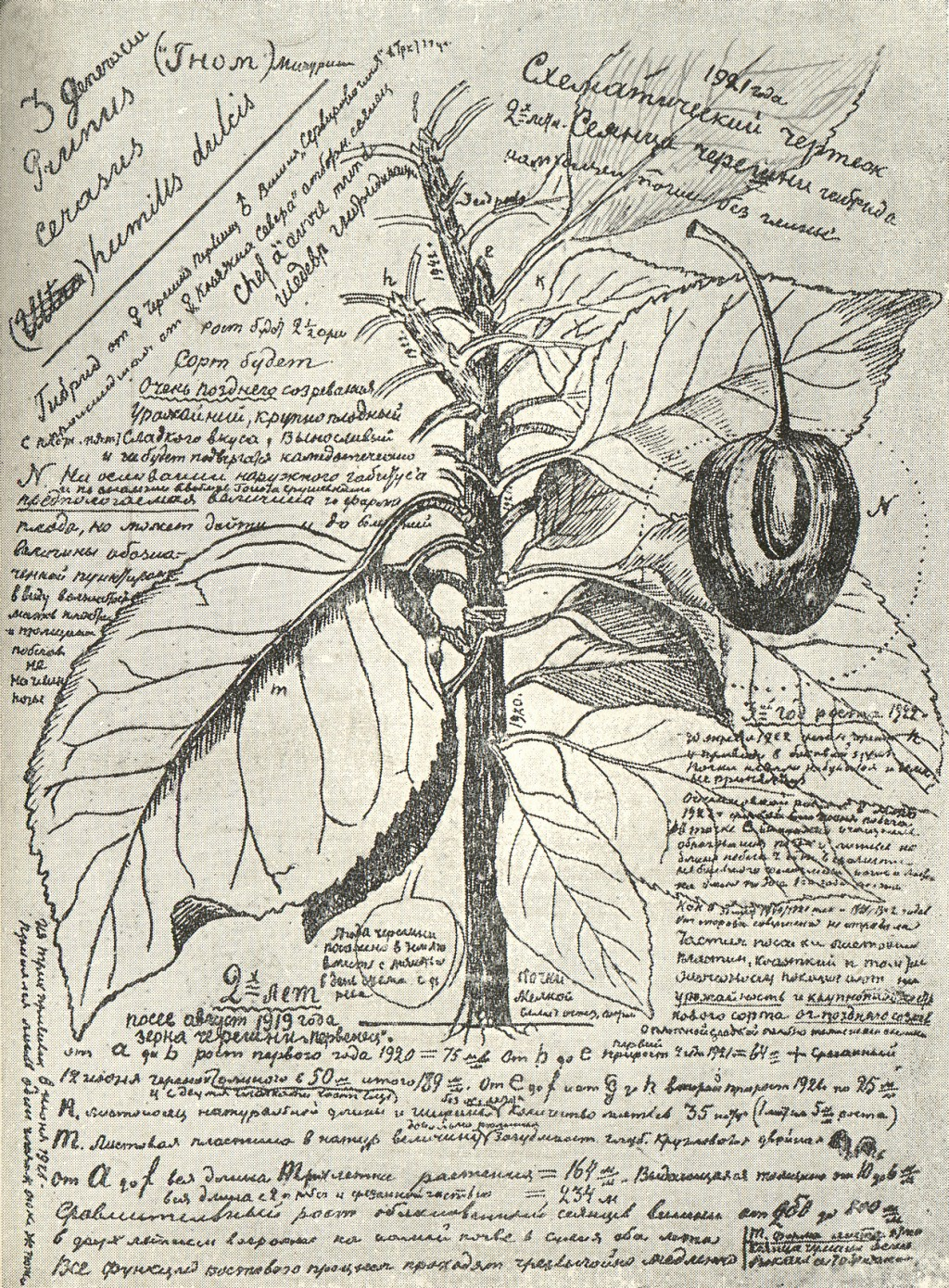
サクランボの品種改良についての手稿、1920年-1922年頃
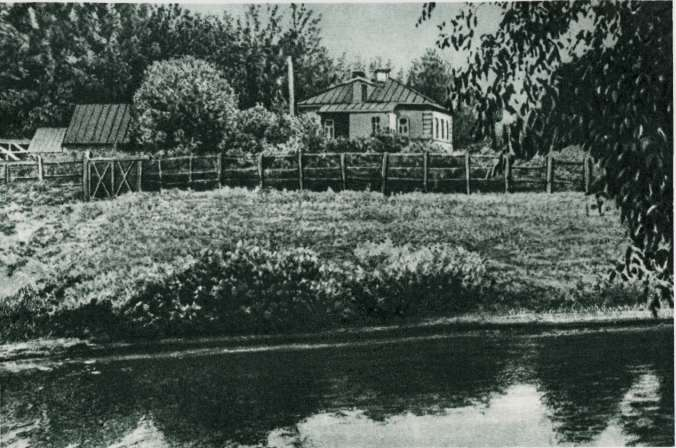
ミチューリンが住み働いた家
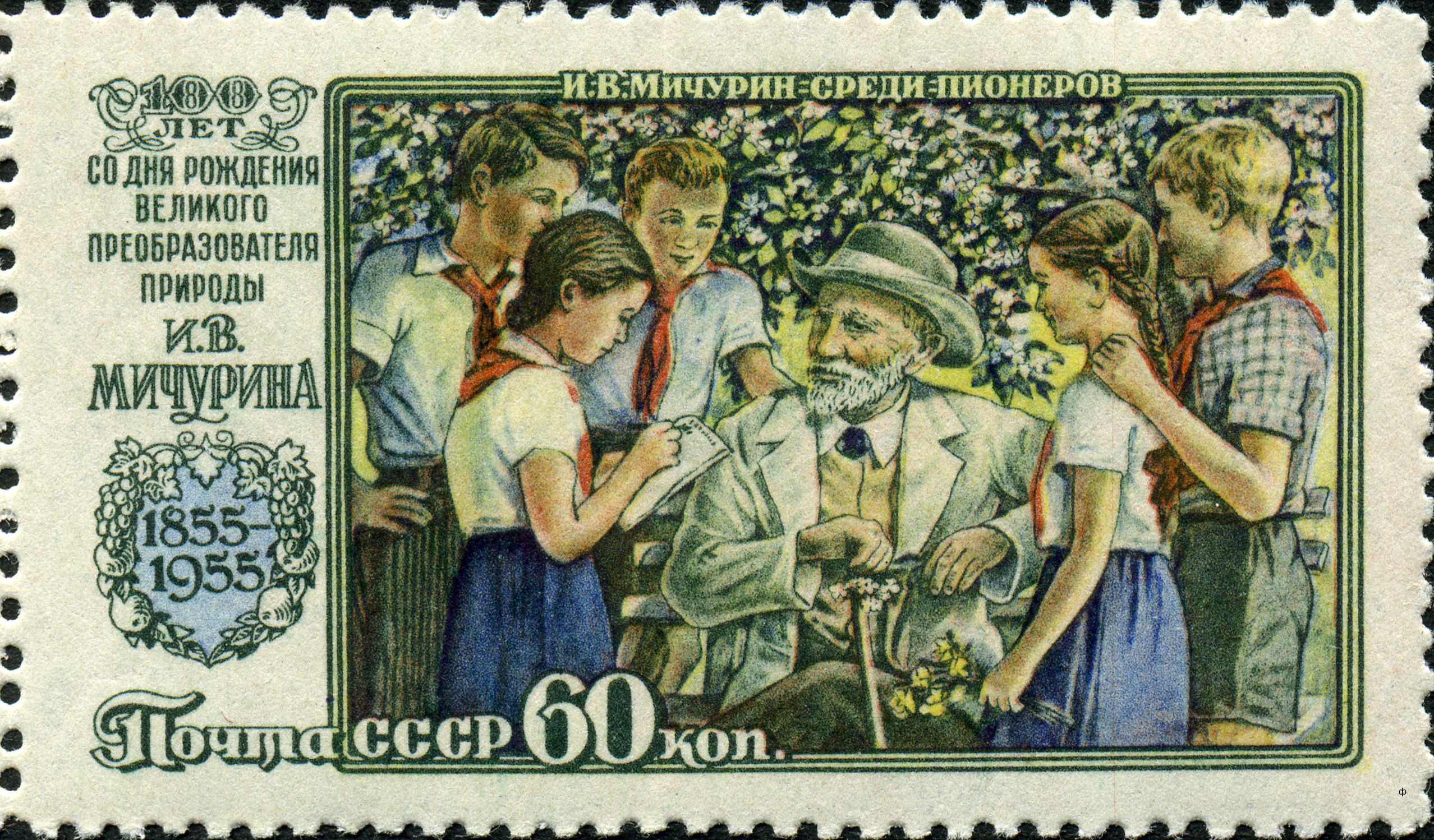
生誕100周年を記念するソ連の切手、1955年